# Keinosuke Miyairi
Keinosuke Miyairi (jap. 宮入慶之助 Miyairi Keinosuke; ur. 1865 w prefekturze Nagano, zm. 1946) – japoński lekarz parazytolog. 
W 1890 ukończył studia medyczne na Cesarskim Uniwersytecie Tokijskim. W latach 1902–1904 pogłębiał wiedzę u prof. Friedricha Loefflera w Niemczech. Po powrocie do Japonii został profesorem higieny w Szkole Medycznej Fukuoka przy Cesarskim Uniwersytecie Kiotyjskim. 
Miyairi i Masatsugu Suzuki w 1913 odkryli, że ślimaki Oncomelania są żywicielami pośrednim przywr Schistosoma japonicum; opisali stadia larwalne pasożyta i doświadczalnie wykazali, że wydobyte ze ślimaków cerkarie są w stanie dostać się przez skórę do organizmu myszy i rozwinąć tam w postacie dorosłe.

## Prace
- A contribution to the knowledge and development of the lung fluke. Sai Kin Gaku Zasshi, nr 281, 1919.
- (współautor: Masatsugu Suzuki) On the development of Schistosoma japonicum, Tokyo Iji Shinshi, nr 1836, s. 1–5, 1913.
- (współautor: Masatsugu Suzuki) Der Zwischenwirt des Schistosomum japonicum Katsurada. Mittheilungen aus der medizinischen Fakultät der kaiserlichen Universität Kysush u Fukuoka, 1, s. 187–197, 1914